# Закон об американском плане спасения 2021 года
Закон об американском плане спасения от 2021 года, или Американский план спасения (англ. American Rescue Plan Act of 2021) — закон США о стимулировании экономики на сумму 1,9 триллиона долларов, принятый Сто семнадцатым Конгрессом и подписанный президентом Джо Байденом 11 марта 2021 года. Задачей закона является ускорение восстановления экономики страны от экономических и медицинских последствий пандемии COVID-19 и продолжающейся рецессии.

## История

### Влияние пандемии COVID-19
С начала пандемии более 500 тысяч американцев умерли от COVID-19 и миллионы лишились работы. Бывшего президента Дональда Трампа критиковали за отсутствие федеральной стратегии борьбы с пандемией, такой как общенациональные предписания по транспортировке масок, стратегия тестирования, рекомендации по охране здоровья, обеспечение защитного снаряжения медицинского уровня и наличие эффективной стратегии распространения вакцины. 20 января 2021 года, на следующий день после того, как Джо Байден вступил в должность, он предупредил, что число погибших может превысить 500 тысяч. 

### Положение в законодательстве о COVID-19
Ранее Трамп вместе с Джо Байденом и многими демократами поддерживал прямые выплаты в размере 2000 долларов. Несмотря на то, что Трамп призвал Конгресс принять закон, увеличивающий прямые выплаты с 600 до 2000 долларов, тогдашний лидер большинства в Сенате Митч МакКоннелл заблокировал это предложение.
14 января 2021 года, перед вступлением в должность президента, Байден объявил о пакете стимулов на сумму 1,9 триллиона долларов.

## Законодательный процесс
Десять сенаторов-республиканцев объявили о планах обнародовать пакет помощи в связи с COVID-19 на сумму около 600 миллиардов долларов в качестве встречного предложения по плану президента Джо Байдена на 1,9 триллиона долларов. Сенаторы, в том числе Сьюзан Коллинз, Лиза Мурковски, Митт Ромни и Роб Портман, сообщили Байдену в письме, что они разработали план «в духе двухпартийности и единства», к которому призывал президент, и заявили, что планируют опубликовать полное предложение 1 февраля 2021 года. В тот же день спикер Палаты представителей Нэнси Пелоси и лидер большинства в Сенате Чак Шумер представили бюджетную резолюцию, одним из авторов которой был Берни Сандерс, как шаг к принятию закона без поддержки Республиканской партии. На следующий день Байден встретился с Шумером и другими демократами по поводу пакета помощи.
7 февраля 2021 года министр транспорта Пит Буттиджич и министр финансов Джанет Йеллен выразили поддержку пакету мер по стимулированию экономики. Йеллен сказала, что финансирование поможет миллионам американцев, и отвергла опасения, что колоссальные расходы могут вызвать высокую инфляцию. Йеллен также заявила, что пакет мер стимулирования восстановит полную занятость к 2022 году. 11 февраля 2021 года Пелоси заявила, что ожидает, что законодатели доработают закон к концу февраля, а закон будет подписан к 14 марта.
Сенат США проголосовал 50 «за» и 49 «против» за открытие дебатов по резолюции, которая позволила бы демократам принять пакет мер помощи без поддержки республиканцев через процесс согласования бюджета. Палата представителей проголосовала 218 «за» и 212 «против» за утверждение бюджетного постановления. 4 февраля 2021 года началось голосование, и Сенат представил поправки к пакету мер помощи, включая поправку при голосовании (90—10), которая обеспечила бы прямую помощь ресторанной индустрии. Вице-президент Камала Харрис проголосовала за окончательное принятие Сенатом законопроекта о примирении, направив его в Палату представителей для утверждения изменений и позволив начать разработку законопроекта о помощи в комитетах. Палата представителей одобрила постановление (219—209), при этом Джаред Голден был единственным демократом, присоединившимся ко всем республиканцам, выступившим против законопроекта из-за предпочтения отдельного законопроекта о вакцинах вместо более длительного процесса примирения.
10 марта 2021 года Палата представителей одобрила версию законопроекта от Сената (220—211) и направила законопроект на подпись президенту Байдену. Байден подписал законопроект на следующий день, 11 марта 2021 года. 15 марта 2021 года Белый дом объявил, что Джин Сперлинг будет следить за реализацией законопроекта.

## Содержание
- Продление пособий по безработице с еженедельной надбавкой в размере 400 долларов до конца сентября 2021 года
- Выдача 1400 долларов на одно физическое лицо
- Выделение 20 миллиардов долларов на национальную программу вакцинации, включая подготовку общинных центров вакцинации
- Повышение минимальной заработной платы до 15 долларов в час
- Оплачиваемый отпуск для более чем 100 миллионов американцев
- Помощь арендаторам с невыплаченными долгами перед арендодателями
- Гранты малому бизнесу
- Выделение 350 миллиардов долларов правительствам штатов на преодоление дефицита бюджета